# Wilhelm Lange (Mediziner, 1813)

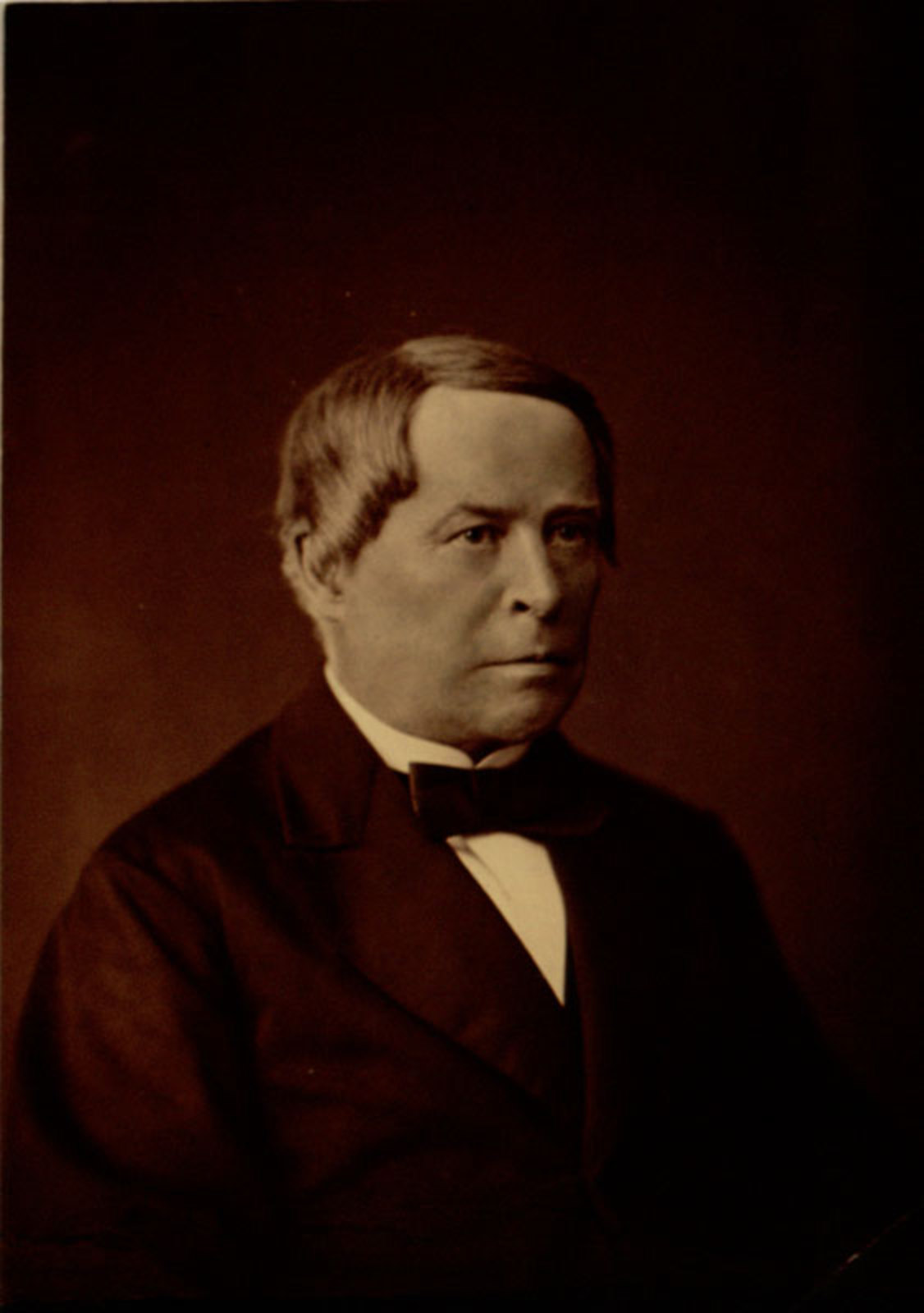
Porträt vor 1881

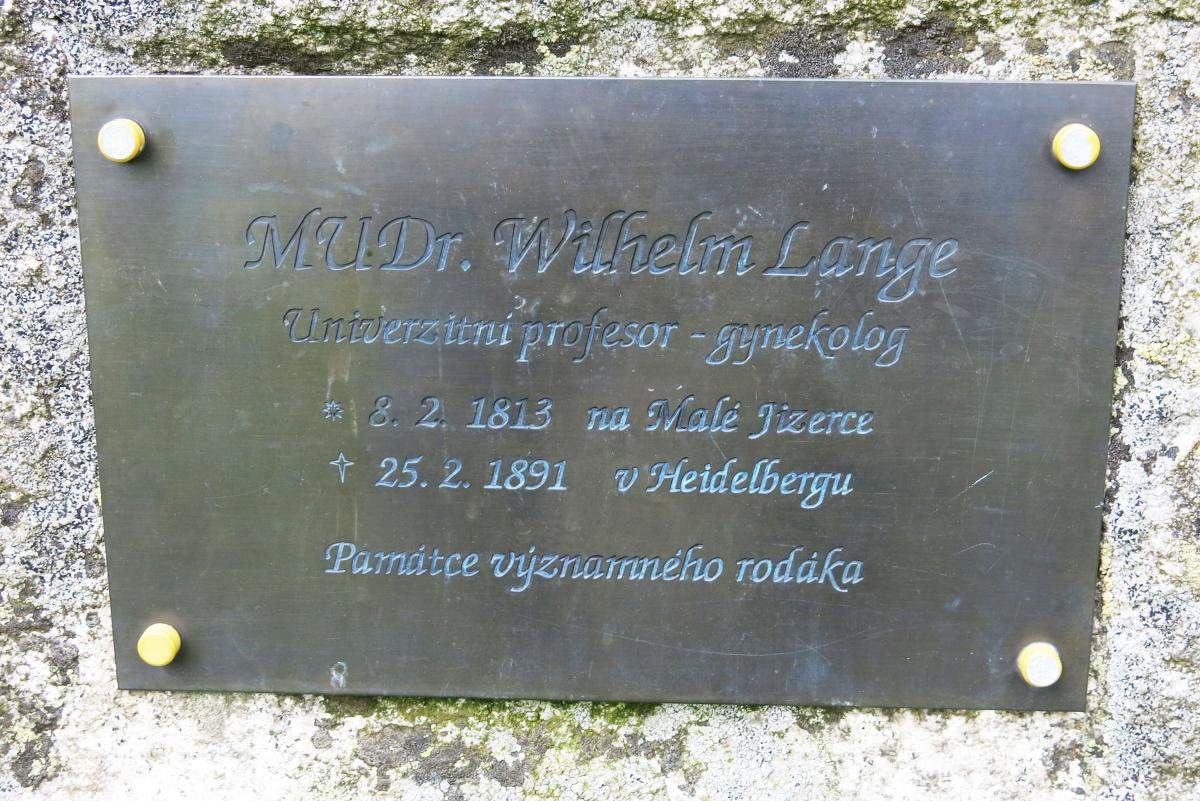
Gedenktafel in Wilhelmshöhe (heute Jizerka)

Wilhelm Lange (* 8. Februar 1813 in Wilhelmshöhe; † 25. Februar 1881 in Heidelberg) war ein böhmischer Gynäkologe und Hochschullehrer.

## Leben
Lange studierte Medizin an der Universität Prag. Dort wurde er 1839 zum Dr. med. promoviert. Zum 27. Juli 1840 wurde er Mitarbeiter am Lehrstuhl der Geburtshilfe an der Prager Universität, an der er 23. Juni 1842 zum wissenschaftlichen Assistenten befördert wurde. Seine Ernennung zum Privatdozenten für Frauenkrankheiten in Prag erfolgte am 9. Oktober 1845. Zugleich wurde er Vorstand der gynäkologischen Klinik in Prag. Lange folgte zum 23. April 1847 einem Ruf als Professor der Geburtshilfe an die Universität Innsbruck und am 25. Oktober 1850 zurück als solcher an die Prager Universität.
Lange nahm zum 20. September 1851 einen weiteren Ruf als ordentlicher Professor der Geburtshilfe an die Universität Heidelberg und damit als Nachfolger von Franz Naegele an. Daneben war er Direktor der Entbindungsanstalt, Kreisoberhebearzt für den Unterrheinkreis sowie Hebammenlehrer. In Heidelberg wurde er 1855 zum Geheimen Hofrat ernannt, leitete 1858/1859 als Prorektor die Universität, bevor er zum 2. Dezember 1880 in den Ruhestand wechselte. Mit seiner Versetzung in den Ruhestand wurde er zum Geheimrat ernannt.
Lange machte sich um die Hebammenausbildung verdient. Sein Lehrbuch der Geburtshülfe für Hebammen war für Hebammen im Großherzogtum Baden Pflicht.

## Werke (Auswahl)
- De convulsionibus puerperalibus, Heidelberg 1858.
- Lehrbuch der Geburtshülfe mit Berücksichtigung der gerichtsärztlichen Seite des Fachs bearbeitet, mit 43 Holzschnitten, Enke Erlangen 1868.
- Lehrbuch der Geburtshülfe für Hebammen, 1. Auflage, Ehrlich, Prag 1851 (5. Auflage 1880).